# Vladimiro Tarnawsky
Vladimir Tarnawski, noto anche come Vladimiro Tarnawsky e Walter Tarnawsky (Kiev, 19 agosto 1939), è un ex calciatore sovietico naturalizzato argentino, di ruolo portiere.

## Carriera

### Club
Nato nella Repubblica Socialista Sovietica Ucraina, Tarnawski ha iniziato la sua carriera calcistica in Argentina con il Club El Porvenir nel 1951. Ha giocato per Newell's Old Boys dal 1957 al 1960, per il Club Atlético San Lorenzo de Almagro dal 1960 al 1962 e per l'Estudiantes de La Plata nel 1963. Dal 1964 si trasferisce negli Stati Uniti d'America, ove continuò a giocare in vari sodalizi sino al 1975.

### Nazionale
Giocò anche nella nazionale di calcio dell'Argentina, facendo la sua unica partita contro il Cile, il 18 novembre 1959.

## Palmarès

### Club

#### Competizioni nazionali
- Lamar Hunt U.S. Open Cup: 1

Philadelphia Ukrainians: 1965-1966